# Professor Honeycutt
Professor Honeycutt (ook bekend als de Fugitoid) is een personage uit stripserie en tweede animatieserie van de Teenage Mutant Ninja Turtles. Zijn naam is een referentie aan het personage B.J. Hunnicutt uit de televisieserie M*A*S*H.

## Biografie
Honeycutt was een wetenschapper van de D'Hoonibian Federation, die werkte aan een project bekend onder de naam “teleportal”: een apparaat gemaakt om mensen en voorwerpen door het universum te teleporteren. General Blanque, de leider van de Federaties militairen, wilde dit apparaat gebruiken om zijn vijanden te elimineren maar Honeycutt weigerde. Hoewel de Federation zijn project financierde hadden ze geen controle over hem. Hij vluchtte weg om zijn robot Sal te helpen, die vast zat in een paar draden. Door een ongeluk met een bliksem kwamen Honeycutts hersens en gedachten per ongeluk in Sal’s lichaam terecht. Honeycutt was nu een robot, en daar robots geen rechten hadden binnen de Federation kon General Blanque de bouwplannen van de Teleportal met geweld bemachtigen.
Gelukkig voor Honeycutt werden rond deze zelfde tijd de Turtles per ongeluk naar zijn planeet gestuurd door een teleportatiemachine van de Utroms. Ze hielpen hem te ontkomen aan zowel de Federation als de Triceraton, en Honeycutt hielp hen om terug te keren naar de Aarde.
Terug op Aarde werd Honeycutt verwelkomt door de Utroms. Hij belandde echter midden in een aanval van Shredder. Hoewel hij niet van geweld hield vormde Honeycutt toch een belangrijke figuur in het verslaan van Shredder. Door Shredders stem na te doen verbrak hij Shredders controle over Dr. Baxter Stockman. Dit dwong Shredder en zijn helpers om zich tijdelijk terug te trekken. Honeycutt vluchtte met de Utroms naar hun thuisplaneet.
Maanden later traceerden de Tirceratons Honeycutts signaal naar de Aarde en vielen de planeet aan om “de Fugitoid” te vinden. Maar net toen Donatello hen had overtuigd dat Honeycutt niet langer op Aarde was, teleporteerde Honeycutt zichzelf naar de Aarde toe in de hoop de Triceratons tegen te houden. Zijn plan was om zich over te geven aan de Triceratons, nadat hij eerst alle data van de teleportal bouwplannen had gewist uit zijn geheugen. In de tussentijd was ook de Federation opgedoken en zich met de invasie gaan bezighouden. Eenmaal gevangen uploadde hij een virus naar alle schepen van beide partijen, en maakte hen machteloos. Dit kwam echter met een hoge prijs: Honeycutts hersenpatronen en persoonlijkheid werden voorgoed uitgewist. De Turtles hielden hierna een soort begrafenis waarbij het robotlichaam in een kist de ruimte in werd gestuurd.
Honeycutts "dood" duurde niet lang. Hij bleek een deel van zijn geheugen te hebben geüpload naar het Aardse satelliet- en computernetwerk. Hij probeerde de Turtles te bereiken via hun communicators, maar de meeste dachten dat ze per ongeluk door een fax werden gebeld. Alleen Donatello besefte wat er gaande was en maakte een PDA om te communiceren met de Honeycutt in het computernetwerk. Later bouwden Donatello en Leatherhead een nieuw robotlichaam voor hem.
Tijdens een aanval op Shredders basis hielp Honeycutt, weer terug in de PDA, de Turtles door de vele beveiligingssystemen en computers te kraken. Eenmaal aan boord van Shredders schip brak hij in bij de hoofdcomputers van het schip en probeerde de energiekern op te blazen in een laatste poging Shredder te stoppen. Kort voor het schip explodeerde werden alle inzittenden geëvacueerd door de Utroms.
Honeycutt was, weer in een robotlichaam, aanwezig bij de veroordeling van Shredder. Aangenomen wordt dat hij nadien op de Utrom thuisplaneet is gebleven.
Zijn stem werd gedaan door Pete Zarustica.
In de Mirage strips stierf Professor Honeycutt niet. Hij verscheen recentelijk weer in Volume 4 met nieuwe mogelijkheden zoals vleugels, raketmotoren in zijn voeten de gave om in een grote vechtmachine te veranderen.